# Helsingörs stift

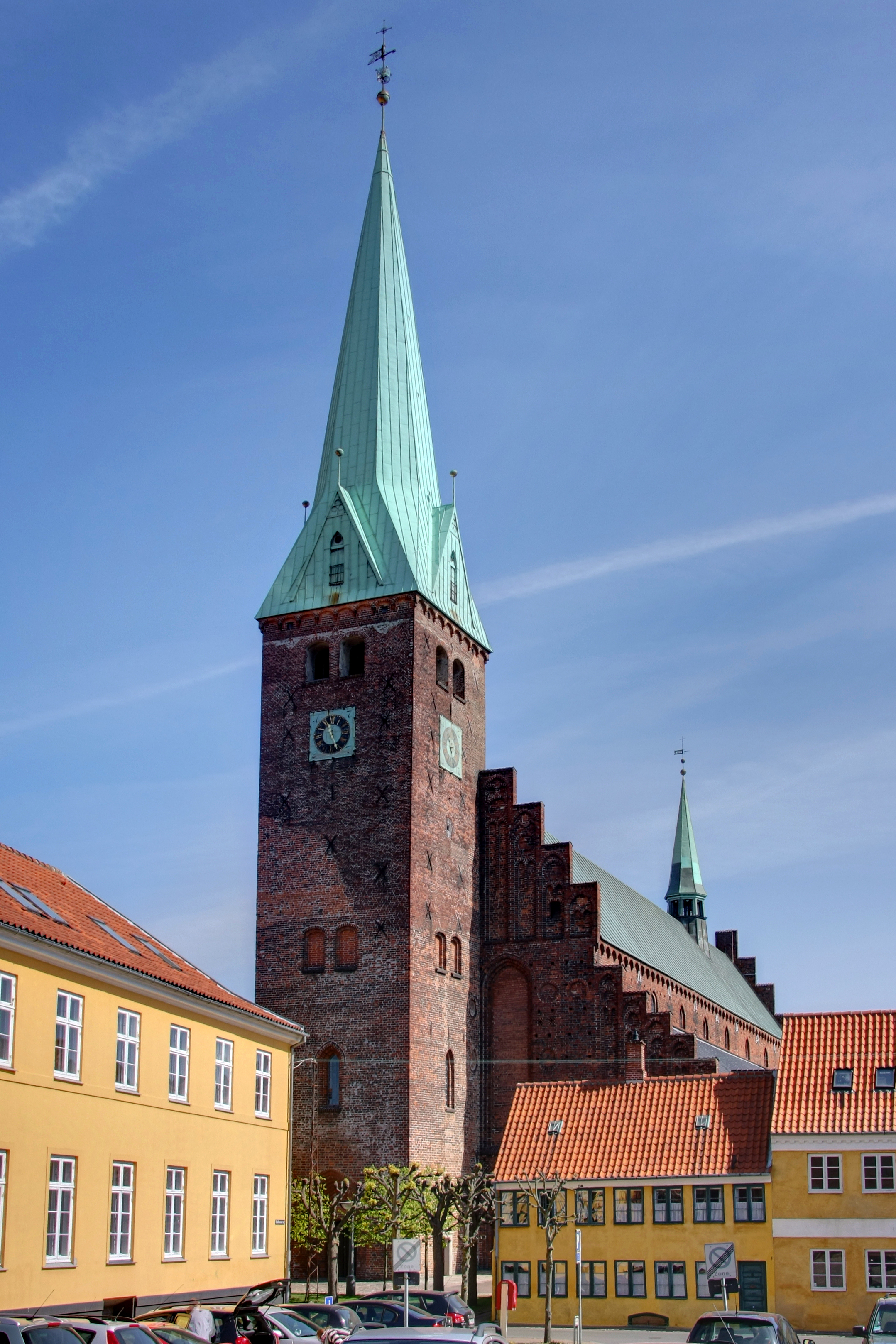
Sankt Olai Kirke.

Helsingörs stift är ett stift i Folkekirken i Danmark som upprättades 1 januari 1961 genom att en del av Köpenhamns stift avskildes. Det är därmed Danmarks yngsta stift.
Stiftsstad (biskopssäte) blev Helsingör och domkyrka blev Sankt Olai Kirke.

## Biskopar
- J.B. Leer-Andersen 1961 – 1980
- Johannes Johansen 1980 – 1995
- Lise-Lotte Rebel 1995 – 2021
- Peter Birch 2021 – [1]